# ميكروريجن دي بيلوتس
ميكروريجن دي بيلوتس (بالبرتغالية: Microrregião de Pelotas‏)؛ بلدية تقع في الجزء الجنوبي الشرقي من ولاية ريو غراندي دو سول في البرازيل. تبلغ مساحتها 10306.601 كيلومتر مربع.

## البلديات
تتكون المنطقة المصغرة من البلديات التالية:
- أرويو دو بادري
- كانجو
- كابو دو ليو
- سيريتو
- كريستال
- مورو ريدوندو
- بيدرو أوسوريو
- بيلوتاس
- ساو لورينسو دو سول
- توروكو